# Палацоло (Сијена)
Палацоло је насеље у Италији у округу Сијена, региону Тоскана.
Према процени из 2011. у насељу је живело 130 становника. Насеље се налази на надморској висини од 277 м.